# Bortnîkî, Jîdaciv
Bortnîkî (în ucraineană Бортники) este localitatea de reședință a comunei Bortnîkî din raionul Jîdaciv, regiunea Liov, Ucraina.

## Demografie
Componența lingvistică a localității Bortnîkî
     Ucraineană (99,91%)
Conform recensământului din 2001, majoritatea populației localității Bortnîkî era vorbitoare de ucraineană (99,91%), existând în minoritate și vorbitori de alte limbi.